# Daniel Giger
Daniel Giger (Bern, 1949. október 13. –) olimpiai és világbajnoki ezüstérmes svájci párbajtőrvívó.